# مايك أندرسون
مايك أندرسون (7 أبريل 1986 بفرجينيا بيتش في الولايات المتحدة - ) (بالإنجليزية: Mike Anderson)‏ هو لاعب كرة سلة أمريكي في مركز هجوم صغير الجسم.

## وصلات خارجية
- مايك أندرسون على موقع كرة السلة الأوروبية.كوم (الإنجليزية)
- مايك أندرسون على موقع كلية كرة السلة في سبورتس رفرنس.كوم (الإنجليزية)
- مايك أندرسون على موقع ريلجم (الإنجليزية)
- مايك أندرسون على موقع بروبوليرز (الإنجليزية)
- مايك أندرسون على موقع سبورتس رفرنس (الإنجليزية)